# Mustang espagnol
Le mustang espagnol est une race chevaline d'importance historique, puisqu’elle descend des chevaux des colons espagnols amenés pendant la conquête des Amériques. Leur type est éteint ou quasiment éteint en Espagne. Il rejoint le groupe plus large du cheval colonial espagnol. Les mustangs espagnols de nos jours vivent en majorité à l'état domestique, il ne faut donc pas les confondre avec les autres Mustangs, qui vivent principalement à l'état sauvage.
Ce sont les descendants de chevaux espagnols et d'autres chevaux sauvages de diverses provenances qui se sont échappés, et ils vivent libres dans les zones protégées de gestion du troupeau (Herd Management Areas, HMAs) de l'ouest des États-Unis, actuellement gérés par le Bureau of Land Management (BLM) et, dans une moindre mesure, au Canada. Les études ADN indiquent que la sélection espagnole et le type existent encore dans certains troupeaux de Mustangs sauvages, dont ceux de Cerbat (près de Kingman, en Arizona), des monts Pryor (Montana), de Sulphur (Utah), de Kiger et de Riddle Mountain (Oregon). Les vrais Mustangs espagnols, selon la définition moderne de la race, diffèrent des Mustang sauvages américains dans leur apparence et leur ascendance.
À la fin du XIXe siècle et au début du XXe siècle, bon nombre d'éleveurs ont introduit des Pur-sangs, des chevaux de trait, des Arabes, des Morgans et d'autres races dans bon nombre de hardes de Mustangs sauvages, dans le but d'améliorer la conformation des troupeaux. Le Mustang espagnol a pu être préservé et un registre d'élevage créé pour maintenir son type originel.

## Histoire
Le cheval colonial espagnol provient d'animaux de races et de types différents, amenés depuis la péninsule Ibérique vers les Caraïbes au cours des 30 premières années de la conquête du Nouveau Monde. La Mustang espagnol est un descendant de chevaux espagnols apportés de Cuba, d'Hispaniola, et d'autres îles lors de la conquête et de l'établissement de la colonie espagnole de Nouvelle-Espagne, dans ce qui est désormais le Mexique. Ils sont un vestige direct des chevaux d'un type qui est en grande partie ou totalement disparu aujourd'hui d'Espagne.
L'histoire de la race commence dès le début du XVIe siècle, la conquête du Mexique progressant, les troupeaux de chevaux s'étendent vers le nord et traversent le Rio Grande. Au cours des cent années qui suivent, les chevaux des Amériques sont volés et vendus par les Apaches, Comanches, et plus tard les Utes et Shoshoni, pour diverses tribus à travers les Grandes Plaines et les montagnes Rocheuses.
Les Mustangs espagnols sont développés comme type distinct au cours des XVIIe et XVIIIe siècles, avant l'arrivée des colons anglophones dans les Grandes Plaines. À cette même époque, les colons commencent à importer d'autres races de chevaux qui, en retournant à la vie sauvage, influencent le cheptel de Mustangs. Vers la fin du XIXe siècle, les progrès de l'agriculture dans les Grandes Plaines menacent l'existence du Mustang espagnol, ce cheval est jugé trop petit pour être utile aux travaux de la ferme. Les agriculteurs et les éleveurs introduisent des chevaux plus grands et plus lourds dans les troupeaux sauvages de créer un autre type d'animal plus adapté aux besoins immédiats des colons. Une autre cause de raréfaction est l'abattage d'un grand nombre de chevaux indiens. Ainsi, diverses races de chevaux, des Pur-sangs, chevaux de trait, des Arabes, Morgans entre autres, sont croisés avec les troupeaux de Mustangs.
Au bord de l'extinction au début du XXe siècle, le Mustang espagnol doit son salut principalement, mais non exclusivement, à Ferdinand L. Brislawn et son frère Robert E. Brislawn de Oshoto, dans le Wyoming. Ils fondent le Spanish Mustang Registry, Inc. (Registre du Mustang Espagnol) en 1957. Deux étalons frères, Buckshot et Ute, sont les étalons fondateurs, engendrés par un étalon nommé Monty, à la robe baie dun. Monty, capturé en 1927 dans l'Utah, s'est échappé en retournant à l'état sauvage en 1944, prenant ses juments avec lui. Il n'a jamais été retrouvé.

## Description

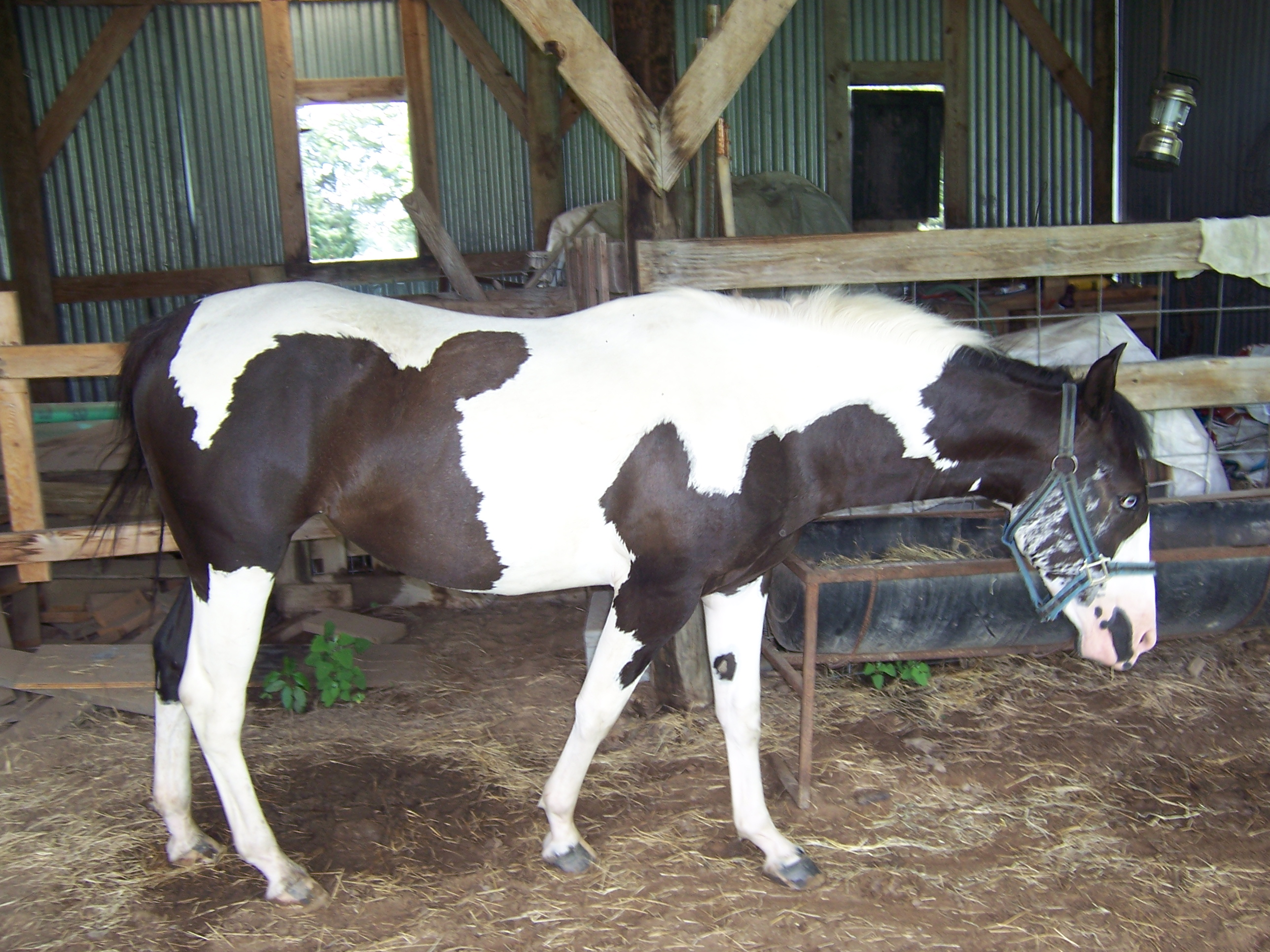
New Moon Girl, jument Mustang espagnol, à la robe pie.

Le registre du Mustang espagnol, fondé en 1957, a défini le standard de la race. Il mesure habituellement de 1,30 m à 1,52 m au garrot, pour une moyenne d'environ 1,47 m. Le poids va de 320 à 450 kg. Ils possèdent un dos court, une croupe arrondie et une queue attachée bas. La tête est classique du cheval ibérique, avec un front rectiligne ou concave et un nez convexe, qui est bien différent du profil rectiligne de la plupart des autres races. Les oreilles sont de taille moyenne à courte. La poitrine est étroite mais profonde. Les châtaignes sont petites ou absentes, en particulier sur les membres postérieurs. Les pieds sont très résistants, l'os du canon a une circonférence supérieure aux autres races de taille et de poids comparables.
Ces chevaux possèdent fréquemment des allures supplémentaires et confortables, comme l'amble.

### Robes
Les Mustangs espagnols existent dans de nombreuses couleurs, en raison de la large gamme de robes de leurs ancêtres espagnols. Ils sont généralement bais, alezans, noirs ou gris. D'autres couleurs observées moins fréquemment comprennent le tacheté et le pie, le rouan, ainsi que les diverses manifestations du gène dun et du gène crème tels que le souris, le bai sauvage, le palomino, le cremello, l'isabelle, et le perlino.

### Tempérament et entretien
Ce sont des animaux extrêmement robustes qui ont tendance à être moins sujets aux blessures, en particulier des jambes et des pieds, que les autres races. Les Mustangs sont toujours connus pour leur endurance et leur robustesse. L'armée américaine a commencé à les utiliser après avoir découvert que les poneys des Indiens de Ouest américain sont bien plus résistants que leurs propres chevaux de races occidentales. Lewis et Clark ont également noté la résistance du Mustang espagnol, après en avoir vu quelques-uns chez la Shoshones. Frank Hopkins, un cavalier légendaire, figure parmi les promoteurs de la race.
Le Mustang espagnol a fait l'objet d'une étude visant à déterminer la présence de la mutation du gène DMRT3 à l'origine des allures supplémentaire : l'étude de 15 sujets a permis de détecter la présence de cette mutation chez 10 % d'entre eux, ainsi que de confirmer l’existence de chevaux avec des allures supplémentaires parmi la race. 

## Utilisations
La race reste reconnue pour sa capacité à parcourir de longues distances sans fatigue. Elle est montée par de nombreux cavaliers d'endurance. Le Mustang espagnol est également utilisé en concours dans une grande variété de disciplines de monte à l'anglaise et d'équitation western.

## Diffusion de l'élevage
Le registre de la race recense vers 2005 environ 1 500 chevaux. La FAO (2007) considère que le Mustang espagnol n'est pas menacé.